# 法律惊险
法律惊悚，或称法律惊险是惊悚及犯罪小说（或电影等其他体裁）的一种，其主角往往是律师及其雇员。

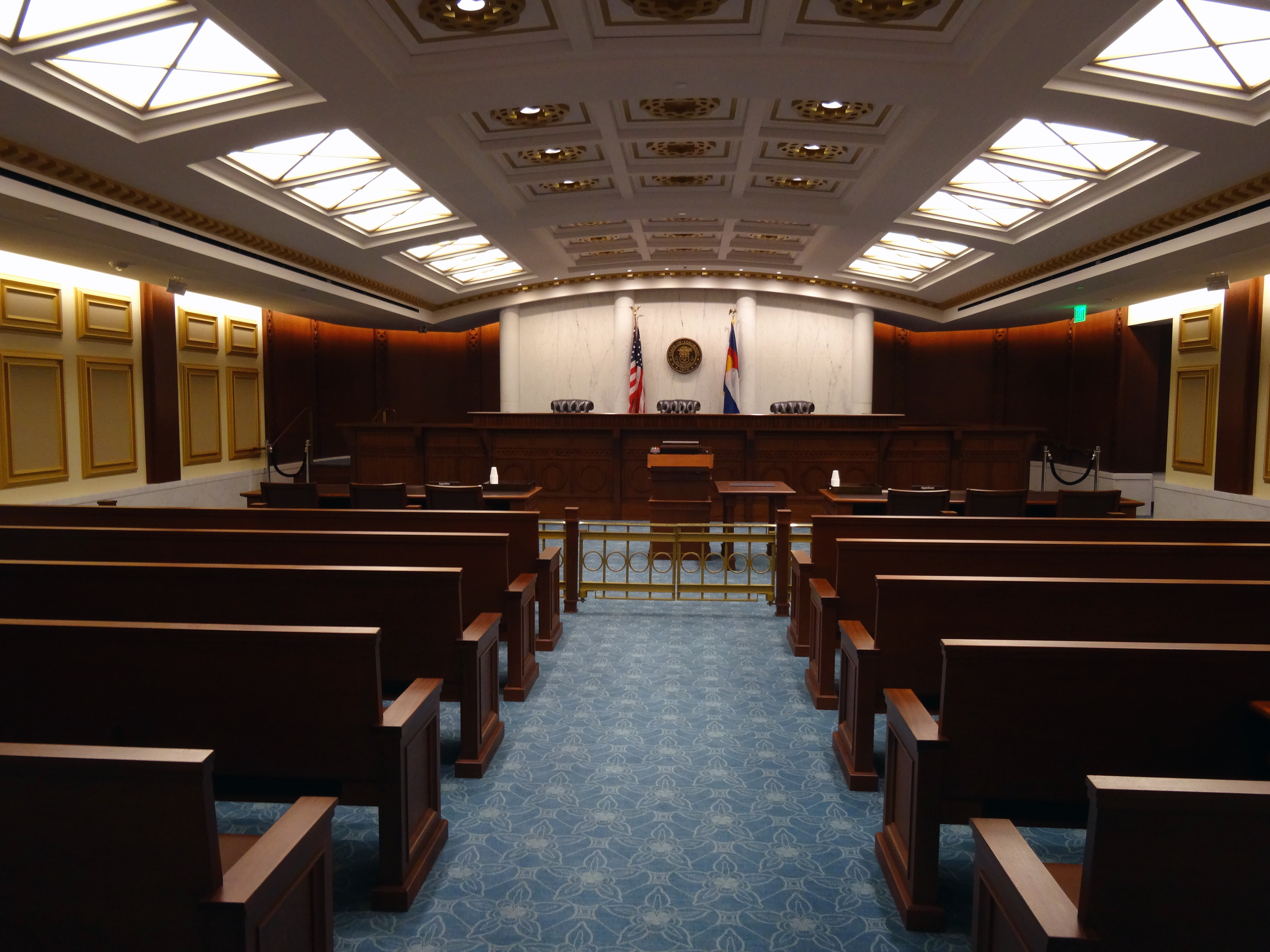
法律惊险作品中经常出现的法庭

该体裁聚焦于犯罪调查的程序，并且特别描述法庭程序及人物活动的影响。
法庭程序及法律人参与写作为本体裁普遍的特征。在本类体裁中，律师作为专业法律人员被描写为超级英雄。律师在法庭中的活动影响着角色的生活质量，因为律师能决定该等角色是否能在与不公正的对抗中取得无罪判决。 
很多法律专业人士，譬如法官或律师，是主要为本体裁作出贡献的作家；他们在写作时融入了自己的相关经验。法律人士写作的经验也在同时作为作家及律师的Scott Turow的Presumed Innocent (novel)中有所反映。 《杀死一只知更鸟》的作者哈珀·李也在其作品中写道了父亲作为一名律师的经历。
約翰·葛里遜作为一名律师也对法律惊险的体裁作出了贡献。法言法语也是法律惊险体裁的一个特征。在电视剧《金装律师》及《逍遙法外》中用大量出现的法言法语体现出该体裁的这种特征。法律惊险体裁的小说及电视剧同时影响了教育。很多作品描绘了复杂的社会公义问题，诸如种族歧视及死刑。

## 小说
以下作家以法律惊悚小说而闻名：
- 约翰·格里森姆 - 《糖衣陷阱》（The Firm，直译为“律师事务所”）
- 哈珀·李 - 《杀死一只知更鸟》
- Scott Turow - Presumed Innocent（“无罪推定”）

## 电影
法律惊悚片包括部分根据以上小说改编的电影。
- 辯護人 (電影)
- 芝加哥七人案：驚世審判

## 电视
在澳大利亚、丹麦、波兰，62%的法律和法庭电视剧都是从美国进口的。
美国电视剧在主导法律惊险这一体裁时，美国的法律用语也经常得到体现，比如在《金装律师》中，哈维（Harvey）经常提到subpoena（召唤令）一词。
诸如此类经常是以法语或拉丁语表达的法言法语经常出现在法律惊险电视剧中，比如“affidavit”（宣誓书）、“plaintiff”（原告）、“defendant”（被告）、“malfeasance”（瀆職）“in lieu”（代替）。
逍遙法外也是一部法律惊险体裁的电视剧。
在第一集中，一名法学院教师带领学生设计方案对抗罪案及谋杀谜团，诸如“mens rea”（动机）一类的法言法语得到运用。
同时剧情展示了作为女性、有色人种和边缘人群中平衡生活和事业的困境。
美国其他同类体裁的电视剧包括The Defenders (1961 TV series)、Arrest and Trial。
该类体裁的电视剧的发展最终在1990年代制作出了《法律與秩序》，法律惊险体裁的电视剧也细分出了法庭剧、大型多人剧、警察侦探剧等。
这些电视剧中的人物都展现出对法律体系中调查及处理复杂法律问题的个人激情。
澳大利亚在1980至1990年代间发展出了聚焦于审判及惩罚的法律惊险电视剧。该类电视剧包括卡森定律、SeaChange ，两部作品都包括女性律师在法律事业中被男性歧视的经历。
女律师作为主角打破职场天花板，取得公正与公平是电视剧的主题之一。
但在2014年，澳大利亚制作的法律惊险体裁电视剧数目有限，之前几年曾经到达过总数的45%的水平。
在英国，法律惊险体裁的电视剧最主要的形式是警察侦探片，包括Dixon of Dock Green、The Sweeney。女性则在Juliet Bravo、C.A.T.S. Eyes中以证人的形式出现。
比较主流的法庭电视剧包括Justice (1971 TV series)，英国存在的三套不同的法律体系也在片中有所体现，譬如戴着假发的大律师（barrister及advocate）。

## 游戏
- 逆转裁判系列